# あまっちょろいラブソング
『あまっちょろいラブソング』は、2010年9月4日公開の日本映画。2010年『INDEPENDENCE DAY 吉祥寺』公認映画。

## 概要
バンドも恋も中途半端なヒロインの女心を描く人間ドラマ。『Planet-K』『シルバーエレファント』『SHUFFLE』『WARP』の吉祥寺のライヴハウス4店舗で合同開催されるライブイベント『INDEPENDENCE DAY 吉祥寺 Episode2』公認映画として「吉祥寺/音楽」をテーマに製作された。吉祥寺『バウスシアター』で2週間レイトショー上映。監督は『バカバカンス』で監督デビューした宮田宗吉。主演は自身もライブ活動をしている下石奈緒美。
キャッチコピーは「青春が長引いただけです。」「恋は終わるしバンドは解散する んなことはよくある話。だのに」。

## ストーリー
バイトをしながらライブハウスで歌うあまり人気のないバンドマン、ナオミ。そんな中、バンドのメンバー2人が脱退を宣言、恋人・小林からはプロポーズを申し込まれた。一度はロックを卒業しようと思い立ったナオミだったが・・・。

## キャスト
- ナオミ（バンドマン） - 下石奈緒美
- 小林圭介（ナオミの恋人） - 山中崇
- 荒井くん（高校時代のナオミの元彼） - 小林且弥
- ケンジ（バンドのドラム） - 櫛野剛一
- 武田（ナオミの高校時代の同級生） - 岡部尚
- 良子（ナオミの高校時代の同級生で武田の妻） - 山田キヌヲ
- 白井浩平（良子の甥） - 廣田亮平
- 平野（元バンドマンで結婚式の司会者） - 久住昌之
- ヒサオ（バンドのベース） - 伊藤俊輔
- ソムリエスクールの先生 - クノ真季子
- 警官 - 千葉ペイトン
- 渡辺（バイト先の常連客） - 田中洋之助
- 美穂（ナオミの高校時代の同級生の主婦） - 吉川靖子
- 静江（ナオミの高校時代の同級生の主婦） - 中村はるな
- 久美子 - 和田光沙
- ファミレスのヤンキーのカップル男 - 関根洋平
- ファミレスのヤンキーのカップル女 - 中村真綾
- 新しい住人 - 玉井英棋
- 松永大輔（友情出演）
- 奥田恵梨華（友情出演）

## スタッフ
- 脚本・監督 - 宮田宗吉
- プロデューサー - 松江勇武
- 撮影 - 馬場元
- 照明 - 太田博
- 録音 - 島津未来介
- 衣装 - 江頭三絵
- メイク - 細倉明日歌
- 助監督 - 足立博、 荒川慎吾、 小林尚希
- 応援・制作 - 関谷友里子

## 主題歌
- エンディング曲「きみとわたしと」ナオミ
- 挿入歌「drop」MeguMild